# Phân tích nhân tử

Đa thức x^{2} + cx + d, trong đó a + b = c và ab = d, có thể phân tích thành (x + a)(x + b).

Trong đại số sơ cấp, phân tích nhân tử là một thuật ngữ toán học dùng để chỉ một cách viết một số nguyên, hay tổng quát là một vật thể toán học, thành một phép nhân của các số nguyên khác, hay tổng quát là các vật thể toán học khác. Các số nguyên, hay vật thể toán học, nằm trong phép nhân gọi là nhân tử.

## Ví dụ

### Phép tính nhân tử với số nguyên
Ví dụ một phép phân tích nhân tử với số nguyên: 
{\displaystyle 100=2^{2}\times 5^{2}}
{\displaystyle 328=2^{3}\times 41}

### Đa thức và phân tích nhân tử
Các đa thức cũng có thể được phân tích thành tích của các đa thức khác. Ví dụ:
{\displaystyle x^{7}+x^{5}+1} {\displaystyle =(x^{7}-x)+(x^{5}-x^{2})+x^{2}+x+1}
{\displaystyle =x(x^{6}-1)+x^{2}(x^{3}-1)+(x^{2}+x+1)}
{\displaystyle =x(x^{3}+1)(x^{3}-1)+x^{2}(x^{3}-1)+(x^{2}+x+1)}
{\displaystyle =(x^{4}+x^{2}+x)(x-1)(x^{2}+x+1)+(x^{2}+x+1)}
{\displaystyle =(x^{2}+x+1)(x^{5}-x^{4}+x^{3}-x+1)}

## Một số phương pháp phân tích đa thức thành nhân tử

### Phương pháp đặt nhân tử chung
Nếu các hạng tử của đa thức đều có nhân tử chung thì ta có thể đặt nhân tử chung đó làm thừa số. VD:
| {\displaystyle ab-ac\,} | {\displaystyle =a.(b-c)\,} |

### Áp dụng hằng đẳng thức
Nếu đa thức là một vế của hằng đẳng thức đáng nhớ nào đó thì có thể dùng hằng đẳng thức đó để biểu diễn đa thức này thành tích các đa thức. VD: 
| {\displaystyle x^{2}-y^{2}\,} | {\displaystyle =(x-y).(x+y)\,} |

#### Những hằng đẳng thức đáng nhớ[1]
1. {\displaystyle (A+B)^{2}=A^{2}+2AB+B^{2}}
2. {\displaystyle A^{2}-B^{2}=(A-B)(A+B)}
3. {\displaystyle (A-B)^{2}=A^{2}-2AB+B^{2}}
4. {\displaystyle (A+B)^{3}=A^{3}+3A^{2}B+3AB^{2}+B^{3}}
5. {\displaystyle (A-B)^{3}=A^{3}-3A^{2}B+3AB^{2}-B^{3}}
6. {\displaystyle A^{3}+B^{3}=(A+B)(A^{2}-AB+B^{2})}
7. {\displaystyle A^{3}-B^{3}=(A-B)(A^{2}+AB+B^{2})}

#### Hệ thức liên quan
1. {\displaystyle (A+B+C)^{2}=A^{2}+B^{2}+C^{2}+2AB+2BC+2AC}
2. {\displaystyle (A-B+C)^{2}=A^{2}+B^{2}+C^{2}-2AB-2BC+2AC}
3. {\displaystyle (A+B-C)^{2}=A^{2}+B^{2}+C^{2}+2AB-2BC-2AC}
4. {\displaystyle (-A+B+C)^{2}=A^{2}+B^{2}+C^{2}-2AB+2BC-2AC}
5. Tổng quát:
{\displaystyle (N_{1}+N_{2}+N_{3}+\cdots +N_{a})^{2}=N_{1}^{2}+N_{2}^{2}+N_{3}^{2}+\cdots +N_{a}^{2}+(2N_{1}N_{2}+2N_{1}N_{3}+\cdots +2N_{1}N_{a})+} {\displaystyle (2N_{2}N_{3}+2N_{2}N_{4}+\cdots +2N_{2}N_{a})+(2N_{3}N_{4}+2N_{3}N_{5}+\cdots +2N_{3}N_{a})+\cdots +(2N_{a-2}N_{a-1}+2N_{a-2}N_{a})+(2N_{a-1}N_{a})}

#### Hằng đẳng thức mở rộng
8. {\displaystyle A^{n}-B^{n}=(A-B)(A^{n-1}+A^{n-2}B+A^{n-3}B^{2}+\cdots +AB^{n-2}+B^{n-1})}
9. {\displaystyle A^{n}+B^{n}=(A+B)(A^{n-1}-A^{n-2}B+A^{n-3}B^{2}-\cdots -AB^{n-2}+B^{n-1})} (n lẻ)

#### Nhị thức Newton[2]
Với đa thức {\displaystyle A+B} ta có:
- {\displaystyle (A+B)^{0}=1} {\displaystyle (A+B\neq 0)}
- {\displaystyle (A+B)^{1}=1A+1B}
- {\displaystyle (A+B)^{2}=1A^{2}+2AB+1B^{2}}
- {\displaystyle (A+B)^{3}=1A^{3}+3A^{2}B+3AB^{2}+1B^{3}}
- {\displaystyle (A+B)^{4}=1A^{4}+4A^{3}B+6A^{2}B^{2}+4AB^{3}+1B^{4}}

Ta nhận thấy khi khai triển {\displaystyle (A+B)^{n}} ta được một đa thức chứa n+1 hạng tử, trong đó, hạng tử đầu là {\displaystyle A^{n}}, hạng tử cuối là {\displaystyle B^{n}} và các hạng tử còn lại chứa các nhân tử {\displaystyle A} và {\displaystyle B}.
Vì vậy: {\displaystyle (A+B)^{n}=B(A)+B^{n}=A^{n}+B(B)}

#### Tam giác Pascal
Nếu viết riêng các hệ số bên phải, ta được bảng sau:
1
1 1
1 2 1
1 3 3 1
1 4 6 4 1
................................
Ta nhận thấy từ hàng thứ hai trở đi một số bất kì ở trong tam giác đúng bằng tổng của số cùng cột trên một hàng và số trước một cột trên một hàng, cụ thể:
| (0) |                            | 1                  |                            | (0)                |                            |                    |                            |                    |                            |                    |  |
|     | {\displaystyle \diagdown } | {\displaystyle \|} | {\displaystyle \diagdown } | {\displaystyle \|} |                            |                    |                            |                    |                            |                    |  |
| (0) |                            | 1                  |                            | 1                  |                            | (0)                |                            |                    |                            |                    |  |
|     | {\displaystyle \diagdown } | {\displaystyle \|} | {\displaystyle \diagdown } | {\displaystyle \|} | {\displaystyle \diagdown } | {\displaystyle \|} |                            |                    |                            |                    |  |
| (0) |                            | 1                  |                            | 2                  |                            | 1                  |                            | (0)                |                            |                    |  |
|     | {\displaystyle \diagdown } | {\displaystyle \|} | {\displaystyle \diagdown } | {\displaystyle \|} | {\displaystyle \diagdown } | {\displaystyle \|} |                            | {\displaystyle \|} |                            |                    |  |
| (0) |                            | 1                  |                            | 3                  |                            | 3                  |                            | 1                  |                            | (0)                |  |
|     | {\displaystyle \diagdown } | {\displaystyle \|} | {\displaystyle \diagdown } | {\displaystyle \|} | {\displaystyle \diagdown } | {\displaystyle \|} | {\displaystyle \diagdown } | {\displaystyle \|} | {\displaystyle \diagdown } | {\displaystyle \|} |  |
| (0) |                            | 1                  |                            | 4                  |                            | 6                  |                            | 4                  |                            | 1                  |  |

### Phương pháp nhóm các hạng tử
Nếu một đa thức có nhiều hạng tử, nhóm lại với nhau mà phân tích thành nhân tử chung được thì nhóm chúng lại theo từng nhóm thích hợp để phân tích đa thức đó thành nhân tử. VD:
| {\displaystyle bc-ad-bd+ac\,} | {\displaystyle =(bc-bd)+(ac-ad)\,} |
|                               | {\displaystyle =b.(c-d)+a.(c-d)\,} |
|                               | {\displaystyle =(c-d).(b+a)\,}     |

### Phương pháp tách một hạng tử thành nhiều hạng tử

#### Phương pháp dựa vào nghiệm tìm được của đa thức
- Nếu đa thức có nghiệm là a thì đa thức đó phân tích được thành nhân tử mà một nhân tử là x-a.
1. Nhẩm nghiệm
+ Nếu đa thức f(x) có nghiệm nguyên thì đó phải là ước của hệ số tự do.
+ Nếu f(x) có tổng các hệ số bằng 0 thì f(x) có một nhân tử là x–1
+ Nếu f(x) có tổng các hệ số của các hạng tử bậc chẵn bằng tổng các hệ số của các hạng tử bậc lẻ thì f(x) có một nhân tử là x+1
+ Nếu a là nghiệm nguyên của f(x) và f(1);f(−1) khác 0 thì {\displaystyle {\frac {f(1)}{a-1}}}và {\displaystyle {\frac {f(-1)}{a+1}}} đều là số nguyên. Để nhanh chóng loại trừ nghiệm là ước của hệ số tự do.
Ta nhận thấy nghiệm của f(x) nếu có thì x = ±1;±2;±4, chỉ có f(2)=0 nên x=2 là nghiệm của f(x) nên f(x) có một nhân tử là x–2. Do đó ta tách f(x) thành các nhóm có xuất hiện một nhân tử là x–2.
Tổng các hệ số của các hạng tử bậc chẵn bằng tổng các hệ số của các hạng tử bậc lẻ nên đa thức có một nhân tử là x+1.
+ Đa thức f(x) có nghiệm hữu tỉ thì có dạng {\displaystyle {\frac {p}{q}}} trong đó p là ước của hệ số tự do, q là ước dương của hệ số cao nhất.
+ Tính chất: Nếu một đa thức {\displaystyle P_{n}(x)} có nghiệm {\displaystyle x=a} thì đa thức {\displaystyle P_{n}(x)} sẽ được phân tích thành: {\displaystyle P_{n}(x)=(x-a)H_{b}(x)} trong đó {\displaystyle b=n-1}.
VD: PTĐT thành nhân tử:
{\displaystyle P=P(x)=x^{2}(y-z)+y^{2}(z-x)+z^{2}(x-y)}.Coi đa thức này là 1 đa thức có biến x, các biến còn lại là hệ số. Thay {\displaystyle x=y}, ta có:{\displaystyle P(y)=0}
{\displaystyle =>y} là một nghiệm của đa thức {\displaystyle P=P(x)} {\displaystyle =>P=P(x)=(x-a)H_{b}(x)}
{\displaystyle P=P(x)=z^{2}(x-y)+x^{2}y-x^{2}z+y^{2}z-y^{2}x}
{\displaystyle =(x-y)(z^{2}+xy-zx-zy)}
{\displaystyle =(x-y)[z(z-x)-y(z-x)}
{\displaystyle =(x-y)(z-x)(z-y)}
{\displaystyle H_{b}(x)} có thể được tìm bằng cách dùng phép chia đa thức 1 biến đã sắp xếp hoặc sử dụng lược đồ Horner để xác định các hệ số của nó.
VD: Phân tích đa thức {\displaystyle P(x)=x^{3}-x^{2}-7x+3} thành nhân tử, biết x=3 là 1 nghiệm của P(x)
Vì x=3 là nghiệm của đa thức nên đa thức có nhân tử là x-3. Để tìm nhân tử còn lại, ta có thể đặt phép chia như hình.
Vậy {\displaystyle P(x)=(x-3)(x^{2}+2x-1)}
Ngoài ra có thể xác định hệ số của nhân tử cần tìm bằng lược đồ Horner như sau: 
|   | 1 | -1 | -7 | 3 |
| 3 | 1 | 2  | -1 | 0 |

2. Biệt số delta Δ (Áp dụng với các tam thức bậc hai) 
Xét tam thức bậc hai f(x) = ax2 + bx + c (a ≠ 0). Gọi Δ = b2 - 4ac
Nếu Δ {\displaystyle \geq } 0 thì đa thức có nghiệm:
- Δ {\displaystyle >} 0 thì đa thức có 2 nghiệm phân biệt: {\displaystyle x_{1}={\frac {-b-{\sqrt {\Delta }}}{2a}}} và {\displaystyle x_{2}={\frac {-b+{\sqrt {\Delta }}}{2a}}} Khi đó đa thức {\displaystyle f(x)=a(x-x_{1})(x-x_{2})}
- Δ {\displaystyle =} 0 thì đa thức có 1 nghiệm là {\displaystyle x_{0}={\frac {-b}{2a}}}. Khi đó {\displaystyle f(x)=a(x+{\frac {b}{2a}})^{2}}

Nếu Δ {\displaystyle <} 0 thì đa thức vô nghiệm. Đa thức không thể phân tích thành nhân tử
Ngoài ra để phân tích f(x) thành nhân tử, ta tách hệ số b như sau:
ax2 + bx + c = ax2 + b1x + b2x + c với {\displaystyle \left\{{\begin{matrix}b1.b2=ac\\b1+b2=b\\\end{matrix}}\right.}

#### Một số phương pháp tách hạng tử khác
VD 1: PTĐT sau thành nhân tử:
{\displaystyle x^{2}(y-z)+y^{2}(z-x)+z^{2}(x-y)}
Ta có: {\displaystyle x^{2}(y-z)+y^{2}(z-x)+z^{2}(x-y)}
{\displaystyle =x^{2}[(-z+x)+(y-x)]+y^{2}(z-x)+z^{2}(x-y)}
{\displaystyle =x^{2}(x-z)+x^{2}(y-x)+y^{2}(z-x)+z^{2}(x-y)}
{\displaystyle =(x-z)(x^{2}-y^{2})+(x-y)(z^{2}-x^{2})}
{\displaystyle =(x-z)(x-y)(x+y)+(x-y)(z-x)(z+x)}
{\displaystyle =(x-y)(x-z)(x+y-z-x)}
{\displaystyle =(x-y)(x-z)(y-z)}

### Phương pháp thêm bớt hạng tử
Các đa thức có dạng {\displaystyle x^{3m+1}+x^{3n+2}+1} {\displaystyle (m,n\in \mathbb {N} )} như:
{\displaystyle x^{7}+x^{2}+1}; {\displaystyle x^{7}+x^{5}+1}; {\displaystyle x^{8}+x^{4}+1}; {\displaystyle x^{5}+x+1}; {\displaystyle x^{8}+x+1};…đều có nhân tử chung là {\displaystyle x^{2}+x+1}
VD: Ở đây

#### Thêm bớt hạng tử làm xuất hiện hiệu hai bình phương
VD: {\displaystyle x^{4}+x^{2}+1\,}
{\displaystyle =x^{4}+2x^{2}+1-x^{2}\,}
{\displaystyle =(x^{2}+1)^{2}-x^{2}\,}
{\displaystyle =(x^{2}-x+1)(x^{2}+x+1)\,}

### Phương pháp đổi biến
VD: PTĐT sau thành nhân tử
A ={\displaystyle (x+1)(x+2)(x+3)(x+4)-15}
A{\displaystyle =[(x+1)(x+4)][(x+3)(x+2)]-15}
{\displaystyle =(x^{2}+5x+4)(x^{2}+5x+6)-15}
Đặt {\displaystyle y=x^{2}+5x+5} khi đó:
A {\displaystyle =(y-1)(y+1)-15}
{\displaystyle =y^{2}-1-15}
{\displaystyle =y^{2}-16}
{\displaystyle =(y-4)(y+4)}
{\displaystyle =(x^{2}+5x+1)(x^{2}+5x+9)}
Trong bài toán trên ta đã đổi đa thức biến x trên thành đa thức biến y. Vì vậy, phương pháp trên được gọi là phương pháp đổi biến.

### Phương pháp xét giá trị riêng
VD: PTĐT sau thành nhân tử:
A = {\displaystyle x^{2}(y-z)+y^{2}(z-x)+z^{2}(x-y)}
Thay x = y ta có: A = 0
Do đó: x = y là một nghiệm của đa thức trên hay đa thức trên chứa nhân tử x-y.

Lại có x, y, z có vai trò bình đẳng nên 
A = {\displaystyle a(x-y)(y-z)(z-x)}
Vì A là 1 đa thức bậc 3 đối với tập hợp các biến x, y, z và (x - y)(y - z)(z - x) là 1 đat thức bậc 3 đối với tập hợp các biến x, y, z nên a là 1 hằng số.
Vì {\displaystyle x^{2}(y-z)+y^{2}(z-x)+z^{2}(x-y)=a(x-y)(y-z)(z-x)} đúng với {\displaystyle \forall } x, y, z nên ta gán cho x, y, z các giá trị riêng.
Chẳng hạn x=1, y=0, z=-1 ta có:
{\displaystyle 1^{2}(0+1)+0^{2}(-1-1)+(-1)^{2}(1-0)=k(0+1)(-1-1)(1-0)}
{\displaystyle \Rightarrow } {\displaystyle 2=-2a}
{\displaystyle \Rightarrow } {\displaystyle a=-1}
Vậy {\displaystyle x^{2}(y-z)+y^{2}(z-x)+z^{2}(x-y)=-(x-y)(y-z)(z-x)}

### Phương pháp dùng các đẳng thức đặc biệt
Với mọi x, y, z thực ta luôn có:
1. (x + y + z)3 - x3 - y3 - z3 = 3(x + y)(y + z)(z + y)
2. x3 + y3 + z3 - 3xyz = (x + y + z)(x2 + y2 + z2 + xy + yz + zx)
Hệ quả:
 Nếu x + y + z = 0 hoặc x = y = z = 0 thì x3 + y3 + z3 = 3xyz

### Phương pháp hệ số bất định (Đồng nhất Hệ số)
VD: PTĐT sau thành 2 tam thức có hệ số nguyên:
A = {\displaystyle x^{4}-3x^{3}+6x^{2}-5x+3}
Đặt A = {\displaystyle (x^{2}+ax+1)(x^{2}+bx+3)}
{\displaystyle \Rightarrow x^{4}-3x^{3}+6x^{2}-5x+3=x^{4}+(a+b)x^{3}+(4+ab)x^{2}+(3a+b)x+3}
Đồng nhất hệ số ta có:
{\displaystyle {\begin{cases}a+b=-3\\4+ab=6\\3a+b=-5\end{cases}}\Leftrightarrow {\begin{cases}a=-1\\b=-2\end{cases}}}
Vậy A = {\displaystyle (x^{2}-x+1)(x^{2}-2x+3)}